# Diocesi di Kafanchan
La diocesi di Kafanchan (in latino Dioecesis Kafancana) è una sede della Chiesa cattolica in Nigeria suffraganea dell'arcidiocesi di Kaduna. Nel 2021 contava 379.000 battezzati su 1.839.900 abitanti. È retta dal vescovo Julius Yakubu Kundi.

## Territorio
La diocesi comprende sette Local Government Areas dello Stato nigeriano di Kaduna: Kaura, Jema'a, Jaba, Kauru, Lere, Sanga e Zangon Kataf.
Sede vescovile è la città di Kafanchan, dove si trova la cattedrale di San Pietro Clavier.
Il territorio è suddiviso in 53 parrocchie.

## Storia
La diocesi è stata eretta il 10 luglio 1995 con la bolla Cum ad aeternam di papa Giovanni Paolo II, ricavandone il territorio dalle arcidiocesi di Jos e di Kaduna.

## Cronotassi dei vescovi
Si omettono i periodi di sede vacante non superiori ai 2 anni o non storicamente accertati.
- Joseph Danlami Bagobiri † (10 luglio 1995 - 27 febbraio 2018 deceduto)
- Julius Yakubu Kundi, dal 12 dicembre 2019

## Statistiche
La diocesi nel 2021 su una popolazione di 1.839.900 persone contava 379.000 battezzati, corrispondenti al 20,6% del totale.
| anno | popolazione | popolazione | popolazione | presbiteri | presbiteri | presbiteri | presbiteri                | diaconi | religiosi | religiosi | parrocchie |
| anno | battezzati  | totale      | %           | numero     | secolari   | regolari   | battezzati per presbitero | diaconi | uomini    | donne     | parrocchie |
| ---- | ----------- | ----------- | ----------- | ---------- | ---------- | ---------- | ------------------------- | ------- | --------- | --------- | ---------- |
| 1999 | 233.781     | 963.197     | 24,3        | 43         | 40         | 3          | 5.436                     | 1       | 3         | 15        | 25         |
| 2000 | 234.782     | 983.197     | 23,9        | 43         | 40         | 3          | 5.460                     | 1       | 3         | 13        | 25         |
| 2001 | 235.783     | 1.003.197   | 23,5        | 43         | 40         | 3          | 5.483                     | 1       | 3         | 20        | 25         |
| 2002 | 241.858     | 1.023.197   | 23,6        | 42         | 40         | 2          | 5.758                     | 1       | 2         | 17        | 25         |
| 2003 | 248.751     | 1.051.335   | 23,7        | 39         | 37         | 2          | 6.378                     | 1       | 2         | 20        | 28         |
| 2004 | 250.000     | 1.080.247   | 23,1        | 42         | 40         | 2          | 5.952                     | 1       | 2         | 26        | 30         |
| 2006 | 265.472     | 1.141.000   | 23,3        | 57         | 51         | 6          | 4.657                     | 1       | 6         | 22        | 30         |
| 2011 | 301.803     | 1.328.000   | 22,7        | 66         | 63         | 3          | 4.572                     | 1       | 4         | 47        | 37         |
| 2013 | 302.900     | 1.511.000   | 20,0        | 72         | 67         | 5          | 4.206                     | 1       | 25        | 48        | 43         |
| 2016 | 315.000     | 1.604.827   | 19,6        | 85         | 80         | 5          | 3.705                     | 1       | 80        | 44        | 50         |
| 2019 | 337.000     | 1.737.700   | 19,4        | 87         | 84         | 3          | 3.873                     |         | 332       | 40        | 51         |
| 2021 | 379.000     | 1.839.900   | 20,6        | 100        | 97         | 3          | 3.790                     |         | 200       | 34        | 53         |